# Sonora Palacios
La Sonora Palacios es una de las bandas tropicales más reconocidas de Chile. Formada en 1962 en la comuna de Quinta Normal en la ciudad de Santiago, fue la fundadora del subgénero musical cumbia chilena y ha marcado a varias generaciones del movimiento tropical en Chile.

## Voces y músicos
Se incluye en la lista a los vocalistas y músicos principales que ha tenido la Sonora Palacios a lo largo de su carrera, incluyendo a aquellos que fueron parte cuando la misma llevaba por nombres La Sonora Fantasía u Orquesta Sonora Los Palacios.

### Vocalistas
- Nelson "Tomasito" Lerruá (1959-1962).
- Hector "Tito" Morales (1962).
- Orlando "Chirigua" Ramírez (1962-1963, 1982-1987, 1993-1994)
- Patricio "Tommy Rey" Zúñiga (1963-1982).
- Fabián Ayala (1982-1983).
- Luis "Caluga" Eyzaguirre (1986-1993, 1997-2000)
- Víctor "Pilo" Méndez (1987-1991).
- Manuel Rojas (1991-1993).
- Manuel Palacios (1994-2000, 2009-2010)
- Julio Palacios (2001-2008).
- José Mendoza (2009-2014).
- Camilo Sepúlveda (2013-presente).
- Miguel Ángel Caballero (2020-2021).

Coros
- Mario Valderrama.
- Rodrigo Cárdenas (2009 - presente).
- Susana Inostroza (2021 - presente).

### Músicos
Agrupados en orden cronológico de ingreso y según el instrumento que interpretaban. En negrita, los miembros actuales:
| Trompeta - Marti Palacios - Jorge Palacios - Leonardo Núñez - Armando Dinamarca - Benito Villarroel - Rubén Pinto - Roberto Pakarati - Patricio Arriagada - Juan Carlos Morales - Wilson García - Michael Brínguez - Cristián Infanta - Pedro Castro - Javiera Díaz - Juan Quevedo - Roberto Vidal | Timbales - Patricio Palacios - Marty Palacios Congas - Patricio Zúñiga - Nelson Palacios Guitarra - Miguel Ángel Castro - Mario Suazo - Ricardo Pavlich Bajo - Patricio Cereceda - David Acevedo - Gerardo Segura - Héctor Ramírez | Teclados - Luis Urbina - Fernando Adam - Ricardo Alarcón - Joe Palacios - Carlos Valdebenito Batería - María Tanty Ibarra - María Fernanda Ruiz Güiro - Óscar Palacios - Carlos Castro - Pablo Jara - Felipe Navarro - Marvyn Palacios |

## Discografía
Se enlista la totalidad de álbumes que ha grabado la sonora a lo largo de su carrera, además de recopilaciones, sencillos y álbumes en vivo. Los vocalistas Nelson Lerruá y Fabián Ayala; a pesar de que fueron miembros de planta de la sonora, éstos no grabaron canciones durante su breve paso en ella.
| Año                       | Álbum                                | Intérpretes | Formato     | Serie       | Sello discográfico  |
| ------------------------- | ------------------------------------ | --- | ----------- | ----------- | ------------------- |
| 1964                      | Explosión en cumbias (Vol.1)         | Patricio "Tommy Rey" Zúñiga | LP          | 630.540     | Philips             |
| 1966                      | Sonora Palacios (Vol.2)              | Patricio "Tommy Rey" Zúñiga | LP          | 630.546     | Philips             |
| 1968                      | Sonora Palacios (Vol.3)              | Patricio "Tommy Rey" Zúñiga | LP          | 631 319     | Philips             |
| 1971                      | Sonora Palacios (Vol. 4)             | Patricio "Tommy Rey" Zúñiga | LP          | 843 202     | Philips             |
| 1972                      | Sonora Palacios (Vol. 5)             | Patricio "Tommy Rey" Zúñiga | LP          | 6348 005    | Philips             |
| 1975                      | Los fabulosos (Vol.6)                | Patricio "Tommy Rey" Zúñiga | LP          | 6348 025    | Philips             |
| 1978                      | Sonora Palacios (Vol. 7)             | Patricio "Tommy Rey" Zúñiga | LP          | 6348 037    | Philips             |
| 1980                      | Sonora Palacios (Vol. 8)             | Patricio "Tommy Rey" Zúñiga | Casete      | 7187 105    | Philips             |
| 1983                      | Una vez más                          | Orlando "Chirigua" Ramírez | Casete      | S-STS 21186 | Star Sound          |
| 1984                      | Esta es... La Sonora Palacios        | Orlando "Chirigua" Ramírez | Casete      | STS 229     | Star Sound          |
| 1987                      | La inimitable                        | Orlando "Chirigua" Ramírez | Casete      | S-STS 21323 | Star Sound          |
| 1988                      | Más éxitos tropicales                | Víctor "Pilo" Méndez Luis "Caluga" Eyzaguirre | Casete      | S-STS 21441 | Star Sound          |
| 1989                      | Tropical Internacional               | Víctor "Pilo" Méndez Luis "Caluga" Eyzaguirre | Casete      | S-STS 21637 | Star Sound          |
| 1990 (sonora); 1998 (voz) | Canta Orlando Ramírez                | Orlando "Chirigua" Ramírez | Casete      | N-STS 21970 | Star Sound          |
| 1991                      | A lo campeón                         | Luis "Caluga" Eyzaguirre (Himno de Colo-Colo). Manuel Rojas (Himno de Colo-Colo). Patricio "Tommy Rey" Zúñiga (recopilaciones).                                           | Casete      | S-STS 21763 | Star Sound          |
| 1992                      | De cara al éxito                     | Luis "Caluga" Eyzaguirre Manuel Rojas | Casete      | 18 41 86    | Polydor             |
| 1994                      | La única                             | Orlando "Chirigua" Ramírez Manuel Palacios | CD y Casete | CYIO-10012  | Calipso Records     |
| 1995                      | Nuestros grandes éxitos Vol. 1       | Manuel Palacios | CD y Casete | CYIO-10016  | Calipso Records     |
| 1996                      | Nuestros grandes éxitos Vol. 2       | Manuel Palacios | CD y Casete | CYIO-10027  | Calipso Records     |
| 1997                      | Éxitos 97                            | Manuel Palacios (voz) Luis "Caluga" Eyzaguirre (coros) | CD y Casete | CYIO-10047  | Calipso Records     |
| 1999                      | Éxitos de oro                        | Manuel Palacios (voz) Luis "Caluga" Eyzaguirre (coros) | CD y Casete | CYIO-10230  | Calipso Records     |
| 2000                      | Éxitos 2000                          | Manuel Palacios Luis "Caluga" Eyzaguirre | CD y Casete | CBN-10252   | Calipso Records     |
| 2003                      | 40 años de éxitos                    | Julio Palacios | CD y Casete | 507066      | Sony Music          |
| 2007                      | 45 años haciendo bailar a todo Chile | Julio Palacios | CD          | Ninguno     | Guyani              |
| 2009                      | Los inolvidables y nuevos éxitos     | José Mendoza Rodrigo Cárdenas Miguel Barriga | CD          |             | Guyani              |
| 2011                      | 50 años                              | José Mendoza Rodrigo Cárdenas Aldo Asenjo | CD          |             | Feria Mix           |
| 2013                      | Yo también canto cumbia              | Claudio Escobar Juan David Rodríguez Germán Casas José Alfredo Fuentes María José Quintanilla Zalo Reyes Douglas Rodolfo Navech Leandro Martínez Miguel Barriga           | CD          | 736132      | Plaza Independencia |
| 2017                      | Fiesta de éxitos 2017                | Camilo Sepúlveda | CD          | 936421      | MasterMedia         |
| 2022                      | 60 años                              | Américo Rodrigo Medel Zúmbale Primo Luis Lambis Rodrigo Tapari Arte Elegante Jordan Marcos Llunas La Noche Andrés de León La Otra Fe Pablo Herrera Luis Pedraza Luis Jara | Digital     | Ninguno     | MOJO                |

| Año  | Álbum                                  | Intérpretes | Formato     | Serie              | Sello discográfico    | País                 |
| ---- | -------------------------------------- | --- | ----------- | ------------------ | --------------------- | -------------------- |
| 1967 | Explosión en cumbias                   | Patricio "Tommy Rey" Zúñiga | LP          | 630.540            | Philips               | Bandera de Chile     |
| 1970 | Sonora Palacios (Vol.3)                | Patricio "Tommy Rey" Zúñiga | LP          | 631019             | Philips               | Bandera de Chile     |
| 1972 | Cumbia maravillosa                     | Patricio "Tommy Rey" Zúñiga | LP          | 9299058            | Philips               | Bandera de Argentina |
| 1980 | Sonora Palacios (Vol. 7)               | Patricio "Tommy Rey" Zúñiga | LP          | PHL-28-35          | Philips               | Bandera de Bolivia   |
| 1983 | Cumbias y merequetengues               | Patricio "Tommy Rey" Zúñiga | Casete      | 121108             | Star Sound            | Bandera de Chile     |
| 1991 | Explosión en cumbias                   | Patricio "Tommy Rey" Zúñiga | Casete      | S-STS 21201        | Star Sound            | Bandera de Chile     |
| 1991 | Una vez más                            | Orlando "Chirigua" Ramírez | Casete      | S-STS 21186        | Star Sound            | Bandera de Chile     |
| 1991 | Esta es... La Sonora Palacios          | Orlando "Chirigua" Ramírez | Casete      | S-STS 21229        | Star Sound            | Bandera de Chile     |
| 1992 | Feliz Navidad                          | Patricio "Tommy Rey" Zúñiga | Casete      | SSTS 21164         | Star Sound            | Bandera de Chile     |
| 1992 | Sonora Palacios                        | Patricio "Tommy Rey" Zúñiga | Casete      | CH/PHC-28.143      | Lauro Records         | Bandera de Bolivia   |
| 1996 | Grandes éxitos 1                       | Patricio "Tommy Rey" Zúñiga | Casete      | S-STS 221001       | Star Sound            | Bandera de Chile     |
| 1996 | Grandes éxitos 2                       | Patricio "Tommy Rey" Zúñiga | Casete      | S-STS 221002       | Star Sound            | Bandera de Chile     |
| 1996 | Grandes éxitos: Fiesta Tropical Vol. 1 | Patricio "Tommy Rey" Zúñiga | CD          | SAC 221.001        | Star Sound            | Bandera de Chile     |
| 1996 | Grandes éxitos: Fiesta Tropical Vol. 2 | Patricio "Tommy Rey" Zúñiga | CD          | STS 221.002        | Star Sound            | Bandera de Chile     |
| 1997 | Grandes éxitos: Fiesta Tropical Vol. 3 | Patricio "Tommy Rey" Zúñiga | CD          | STS 221.049        | Star Sound            | Bandera de Chile     |
| 2001 | Boleros - Canta Tommy Rey Vol. 1       | Patricio "Tommy Rey" Zúñiga | CD y Casete | SSTS 21664         | Star Sound            | Bandera de Chile     |
| 2001 | Boleros - Canta Tommy Rey Vol. 2       | Patricio "Tommy Rey" Zúñiga | CD y Casete | SSTS 21917         | Star Sound            | Bandera de Chile     |
| 2007 | 15 Versiones originales 1              | Patricio "Tommy Rey" Zúñiga | CD          | STS 221.152        | Star Sound            | Bandera de Chile     |
| 2007 | 15 Versiones originales 2              | Patricio "Tommy Rey" Zúñiga | CD          | STS 221.153        | Star Sound            | Bandera de Chile     |
| 2007 | 15 Versiones originales 3              | Patricio "Tommy Rey" Zúñiga | CD          | STS 221.154        | Star Sound            | Bandera de Chile     |
| 2009 | Super éxitos                           | Manuel Palacios Orlando "Chirigua" Ramírez | CD          |                    | Universo Producciones | Bandera de Chile     |
| 2010 | Nuevos éxitos                          | José Cote Mendoza Rodrigo Cárdenas Miguel Barriga | CD          |                    | Guyani                | Bandera de Chile     |
| 2013 | Por siempre éxitos                     | Manuel Palacios José Mendoza Orlando "Chirigua" Ramírez | CD          | LM 605457 5982 2 5 | Leader Music          | Bandera de Chile     |
| 2017 | Grandes de la cumbia (Vol. 4)          | José Mendoza | CD          | 936298             | MasterMedia           | Bandera de Chile     |
| 2018 | Éxitos de oro                          | Manuel Palacios (voz) Luis "Caluga" Eyzaguirre (coros) | LP          | Ninguno            | Sony Music            | Bandera de Chile     |
| 2020 | Feliz Navidad                          | Patricio "Tommy Rey" Zúñiga | Digital     | Ninguno            | MOJO                  | Bandera de Argentina |
| 2021 | Feliz Navidad Deluxe Edition           | Camilo Sepulveda Patricio "Tommy Rey" Zúñiga | Digital     | Ninguno            | MOJO                  | Bandera de Argentina |
| 2021 | Todos cantamos cumbia                  | Claudio Escobar Juan David Rodríguez Germán Casas José Alfredo Fuentes María José Quintanilla Zalo Reyes Douglas Rodolfo Navech Leandro Martínez Miguel Barriga | Digital     | Ninguno            | MOJO                  | Bandera de Argentina |
| S/D  | Sonora Palacios (Vol. 8)               | Patricio "Tommy Rey" Zúñiga | Casete      | S-STS 21105        | Star Sound            | Bandera de Chile     |

| Año  | Álbum                           | Intérpretes                       | Formato | Serie  | Sello discográfico  | País             |
| ---- | ------------------------------- | --------------------------------- | ------- | ------ | ------------------- | ---------------- |
| 2012 | 50 años                         | José Mendoza Rodrigo Cárdenas     | CD      | 735102 | Plaza Independencia | Bandera de Chile |
| 2015 | La fiesta de La Sonora Palacios | Camilo Sepúlveda Rodrigo Cárdenas | CD      | 844079 | CHV Música          | Bandera de Chile |

| Año  | EP                          | Intérpretes                 | Lado A                 | Lado B                | Serie    | Sello discográfico | País             |
| ---- | --------------------------- | --------------------------- | ---------------------- | --------------------- | -------- | ------------------ | ---------------- |
| 1972 | Sonora Palacios             | Patricio "Tommy Rey" Zúñiga | Musita                 | Otra copa             | 6050 750 | Philips            | Bandera de Chile |
| 1972 | Sonora Palacios             | Patricio "Tommy Rey" Zúñiga | El poncho              | Tarde playera         | 6050 750 | Philips            | Bandera de Chile |
| 1977 | Navidad con Sonora Palacios | Patricio "Tommy Rey" Zúñiga | Nochebuena             | Navidad de los pobres | 6050 099 | Philips            | Bandera de Chile |
| 1977 | Navidad con Sonora Palacios | Patricio "Tommy Rey" Zúñiga | Niños de carita triste | Amor y paz            | 6050 099 | Philips            | Bandera de Chile |

| Año       | Intérpretes                               | Lado A                                              | Lado B                                              | Serie    | Sello discográfico |
| --------- | ----------------------------------------- | --------------------------------------------------- | --------------------------------------------------- | -------- | ------------------ |
| 1964      | Patricio "Tommy Rey" Zúñiga               | El caminante                                        | La mafafa                                           | 316.253  | Philips            |
| S/D       | Patricio "Tommy Rey" Zúñiga               | La bombita de De Gaulle                             | La mula                                             | 316.260  | Philips            |
| S/D       | Patricio "Tommy Rey" Zúñiga               | Nochebuena                                          | La rueda                                            | 316.285  | Philips            |
| S/D       | Patricio "Tommy Rey" Zúñiga               | Luna lunita                                         | Carnavaleando                                       | 316.297  | Philips            |
| S/D       | Patricio "Tommy Rey" Zúñiga               | Cumbia sobre el mar (Martha la Reyna)               | Luna y bruma                                        | 316.826  | Philips            |
| S/D       | Patricio "Tommy Rey" Zúñiga               | Guantanamera                                        | Quien pasa por el camino                            | 316.851  | Philips            |
| S/D       | Patricio "Tommy Rey" Zúñiga               | Navidad de los pobres                               | La abeja                                            | 316.873  | Philips            |
| S/D       | Patricio "Tommy Rey" Zúñiga               | Musita                                              | El poncho                                           | 316.895  | Philips            |
| 1965      | Patricio "Tommy Rey" Zúñiga               | Cumbia para adormecerte                             | El gavilán                                          | 316.279  | Philips            |
| 1967      | Patricio "Tommy Rey" Zúñiga               | Vengo por ti                                        | Baila pescador                                      | 316.890  | Philips            |
| 1969      | Patricio "Tommy Rey" Zúñiga               | Tarde playera                                       | Otra copa                                           | 343.903  | Philips            |
| 1969      | Patricio "Tommy Rey" Zúñiga               | El velerito                                         | La sospechita                                       | 343.910  | Philips            |
| 1970      | Patricio "Tommy Rey" Zúñiga               | Buen día mamá                                       | Rosa rosita                                         | 6050 009 | Philips            |
| 1970      | Patricio "Tommy Rey" Zúñiga               | Caracoleando                                        | La primera piedra                                   | 6050 019 | Philips            |
| 1970      | Patricio "Tommy Rey" Zúñiga               | Niños de carita triste                              | Mi caleta                                           | 6050 021 | Philips            |
| 1970      | Patricio "Tommy Rey" Zúñiga               | Merequetengueando                                   | Llega la cigüeña                                    | 316.868  | Philips            |
| 1970      | Patricio "Tommy Rey" Zúñiga               | Dios me la llevó                                    | En el balcón aquel                                  | 343.924  | Philips            |
| 1971      | Patricio "Tommy Rey" Zúñiga               | Cumpleaños feliz                                    | Señora                                              | 6050 034 | Philips            |
| 1973      | Patricio "Tommy Rey" Zúñiga               | Me voy a Bucaramanga                                | Angustia                                            | 6050 064 | Philips            |
| 1973      | Patricio "Tommy Rey" Zúñiga               | El frutero                                          | Como Colo-Colo no hay                               | 6050 069 | Philips            |
| 1976      | Patricio "Tommy Rey" Zúñiga               | Negra soledad                                       | Candombe para José                                  | 6050 089 | Philips            |
| 1977      | Patricio "Tommy Rey" Zúñiga               | Agua que no has de beber (Loco, loco)               | Pedacito de mi vida                                 | 6050 094 | Philips            |
| 1978      | Patricio "Tommy Rey" Zúñiga               | Negrito cumbá                                       | La arañita                                          | 6050 101 | Philips            |
| 1979      | Patricio "Tommy Rey" Zúñiga               | La pena del campesino                               | Lucero                                              | 6050 107 | Philips            |
| 1979      | Patricio "Tommy Rey" Zúñiga               | Un año más                                          | Volverás                                            | 6050 109 | Philips            |
| 2017      | Camilo Sepúlveda                          | Despacito                                           | Despacito                                           | Ninguno  | MasterMedia        |
| 2020-2021 | Miguel Ángel Caballero                    | Muévete (Mueve muévete)                             | Con una pala y un sombrero                          | Ninguno  | MOJO               |
| 2021      | Camilo Sepúlveda y Miguel Ángel Caballero | Medley de salsa (Ven, devórame otra vez - Llorarás) | Medley de salsa (Ven, devórame otra vez - Llorarás) | Ninguno  | MOJO               |

| Año  | Canción                    | Compositor               | Intérpretes                             | Género    | Nombre de la sonora en la época |
| ---- | -------------------------- | ------------------------ | --------------------------------------- | --------- | ------------------------------- |
| 1959 | Escándalo                  | Rubén Fuentes Gassón     | Orlando "Chirigua" Ramírez              | bolero    | Hermanitos Palacios             |
| 1962 | María                      | s/d                      | Héctor "Tito" Morales                   | guaracha  | Sonora Fantasía                 |
| 1963 | Cambalache                 | Enrique Santos Discépolo | Patricio "Tommy Rey" Zúñiga             | chachachá | Orquesta Sonora Los Palacios    |
| 1963 | Yira yira                  | Enrique Santos Discépolo | Patricio "Tommy Rey" Zúñiga             | bolero    | Orquesta Sonora Los Palacios    |
| 1965 | Oye Mima                   | Sergio González          | Patricio "Tommy Rey" Zúñiga             | guaracha  | Sonora Palacios                 |
| 1965 | Por el ojo de la cerradura | Luisín Landáez           | Patricio "Tommy Rey" Zúñiga             | guaracha  | Sonora Palacios                 |
| 1978 | Negra Caridad              | Pepe González            | Patricio "Tommy Rey" Zúñiga             | cumbia    | Sonora Palacios                 |
| 1992 | Mueve muévete              | Frantoni Santana         | Luis "Caluga" Eyzaguirre y Manuel Rojas | merengue  | Sonora Palacios                 |

## Grandes éxitos
- El caminante, 1963.
- La mafafa, 1963.
- Los domingos (La peineta), 1964.
- Cumpleaños feliz, 1971.
- Señora, 1972.
- Angustia, 1973.
- Agua que no has de beber (Loco, loco), 1977.
- Candombe para José, 1977.
- El galeón español, 1978.
- La arañita, 1978.
- Negrito cumbá, 1978.
- Pedacito de mi vida, 1978.
- La pena del campesino, 1978.
- Un año más, 1979.
- Sau sau, 1984.
- Pagarás, 1987.
- La revancha, 1987.
- Caballo viejo, 1987.
- El tren, 1988.
- A dónde irás, 1994.
- Mal amor, 2000.

## Premios y reconocimientos
La siguiente es una lista parcial y en orden cronológico de los galardones otorgados a la sonora a lo largo de su carrera.
- 1989 - Antorcha de plata en el XXX Festival Internacional de la Canción de Viña del Mar.
- 2005 - Antorcha de plata y Antorcha de oro en el XLVI Festival Internacional de la Canción de Viña del Mar.
- 2006 - Antorcha de plata y Antorcha de oro en el XLVII Festival Internacional de la Canción de Viña del Mar, en conjunto con La Sonora de Tommy Rey.
- 2012 - Reconocimiento con Sello Cultura de parte del Ministerio de las Culturas, las Artes y el Patrimonio y del ministro de la época, Luciano Cruz-Coke a la sonora por los 50 años de trayectoria y su aporte a la música popular.
- 2013 - Premio Altazor por el álbum 50 años en vivo, en la categoría Mejor álbum tropical.
- 2013 - Premio a la Música Nacional, Presidente de la República en la categoría Música popular.
- 2014 - Marti Palacios reconocido como Hijo Ilustre en la comuna de Quinta Normal.
- 2014 - Antorcha de plata, Antorcha de oro, Gaviota de plata y Gaviota de oro en el LV Festival Internacional de la Canción de Viña del Mar.